# Grabkowo (Warszawa)
Grabkowo – dawna wieś, od 1977 w granicach obszaru MSI Gołąbki w dzielnicy Ursus w Warszawie.

## Historia
Grabkowo było początkowo jednym z folwarków (40 ha) pod Gołąbkami, nabytym w 1923 od Sulimierskich przez Władysława Grabskiego (premiera RP, autora reformy walutowej z 1924), który go nazwał Grabkowem. Wkrótce rozpoczął jego parcelację chcąc stworzyć zgodnie z ówczesną tendencją willowe „Osiedle Ogród”. Osiedle to zamieszkali głównie urzędnicy miejscy, wojskowi i pracownicy kolei. Wybudował też dom dla swojego syna Władysława Jana Grabskiego, pisarza, gdy poślubił on w 1927 Zofię Wojciechowską, malarkę, córkę Stanisława Wojciechowskiego (prezydenta RP). Wojciechowski wraz z żoną zamieszkał w nim po powstaniu warszawskim.
Za II RP Grabkowo należało do gminy Blizne w powiecie warszawskim w województwie warszawskim. W 1933 roku gminę Grabkowo utworzyło od Gołąbek odrębną gromadę Grabkowo w gminie Blizne, obejmującą: osadę Gołąbki B, osadę Gołąbki S, dobra Gołąbki A, dobra Gołąbki Wille, dobra Gołąbki Dworki, parcele dawnego folwarku Gołąbki, kolonię Grabkowo  za pracelą kolonii Grabkowo Nowe oraz kolonię Grabkowo A. 
1 lipca 1952 gromadę Grabkowo zniesiono, stając się częścią nowo utworzonego miasta Czechowice, któremu z dniem 8 maja 1954 roku zmieniono nazwę na Ursus. 1 stycznia 1977, jako część Ursusa, włączone wraz z nim do Warszawy.
Na Grabkowie zachował się dom "Grabówka", który premier i minister skarbu II RP Władysław Grabski wybudował dla syna Jana Władysława i synowej Zofii.